# Double or Nothing (2020)
Double or Nothing 2020 fue la segunda edición del Double or Nothing, el evento pago por visión de lucha libre profesional producido por la empresa estadounidense All Elite Wrestling. Tuvo lugar el 23 de mayo de 2020 en los lugares Daily's Place y TIAA Bank Field en Jacksonville, Florida. Originalmente estaba programado para realizarse en el MGM Grand Garden Arena en Paradise, Nevada, sin embargo, el lugar se canceló todos los eventos en todo el mes de mayo debido a la pandemia de COVID-19.
El evento marcó el debut del luchador Brian Cage (quien ganaría el Casino Ladder Match).

## Producción
Después del éxito del evento All In de septiembre de 2018, un grupo conocido como The Elite (Cody, The Young Bucks y Kenny Omega), las fuerzas impulsoras detrás del evento, utilizaron la respuesta positiva de All In para perseguir otros eventos, con el respaldo de los empresarios Shahid Khan y Tony Khan.
El 5 de febrero de 2020, AEW anunció que Double or Nothing regresaría al mismo lugar el 23 de mayo de ese año, estableciendo así Double or Nothing como un evento anual, así como su evento principal.

## Antecedentes
El 30 de marzo de 2020, AEW anunció un nuevo título, el Campeonato TNT de AEW, con el campeón inaugural que será determinado por un torneo de eliminación individual de ocho hombres. El torneo comenzó el 8 de abril en el episodio de Dynamite con la final programada para Double or Nothing. En las semifinales del episodio del 29 de abril, Cody y Lance Archer derrotaron a Darby Allin y Dustin Rhodes, respectivamente, preparando la lucha inaugural por el campeonato.
El 6 de mayo en Dynamite, el Campeón Mundial de AEW Jon Moxley derrotó a Frankie Kazarian en un combate. Momentos después, miembros de The Dark Order atacaron a Moxley, Kazarian y el stable SCU (Christopher Daniels & Scorpio Sky). El líder de The Dark Order, Brodie Lee ingresó al ring y retó a Moxley a una lucha por el Campeonato Mundial de AEW, que aceptó. Más adelante en el episodio, la lucha se anunció para Double or Nothing.
Durante el episodio del 6 de mayo en Dynamite, se programó un combate de Ladder Match de nueve hombres titulado Casino Ladder Match para Double or Nothing con el ganador recibiendo una futura oportunidad por el Campeonato Mundial de AEW. Las reglas del combate se revelaron la semana siguiente. Comenzaron dos luchadores al combate y cada 90 segundos, entra otro participante. El ganador es el que recupera la ficha del casino suspendida sobre el ring. Darby Allin, Rey Fénix, Orange Cassidy, Scorpio Sky y Colt Cabana fueron los primeros cinco participantes anunciados.
El 13 de mayo en el episodio de Dynamite, Hikaru Shida, quien estaba en la cima de la clasificación en la división femenina, derrotó a Penelope Ford, Kris Statlander y Dr. Britt Baker D.M.D.. Luego se anunció que Shida desafiaría a Nyla Rose por el Campeonato Mundial Femenino de AEW en Double or Nothing. Entre bastidores durante la entrevista de Shida, Rose atacó a Shida con un palo de kendo. Luego se anunció que su lucha sería un No Disqualification, No Count-Out Match. Paralelamente, durante el mencionado Fatal 4 Way Match, Baker atacó a Statlander fuera del ring y le aplicó un «Lockjaw», que permitió a Shida cubrir a Ford. A pesar de que la lucha había terminado, Baker continuó aplicando la sumisión a Statlander. Posteriormente, se programó un combate entre Baker y Statlander para Double or Nothing.

## Resultados
Entre paréntesis, se indica el tiempo de cada combate.
- The Buy In: Best Friends (Chuck Taylor & Trent?) derrotaron a Private Party (Isiah Kassidy & Marq Quen)  y ganaron una oportunidad por el Campeonato Mundial en Parejas de AEW. (15:10)
  - Trent? cubrió a Quen después de un «Strong Zero».
- Brian Cage (con Tazz) derrotó a  Darby Allin, Colt Cabana, Orange Cassidy, Joey Janela,  Scorpio Sky,  Kip Sabian (con Penelope Ford & Jimmy Havoc), Frankie Kazarian y Luchasaurus en un Casino Ladder Match y ganó una oportunidad por el Campeonato Mundial de AEW. (28:30)
  - Cage ganó la lucha después de descolgar la ficha de casino.
  - Durante la lucha, Havoc interfirió a favor de Sabian, mientras que Marko Stunt interfirió a favor de Luchasaurius.
  - Originalmente Rey Fénix iba a participar de la lucha, siendo reemplazado por Janela debido a una lesión.
  - Este fue el debut de Cage en AEW.
- MJF derrotó a Jungle Boy. (17:20)
  - MJF cubrió a Jungle Boy con un «Roll-Up».
- Cody (con Arn Anderson) derrotó a Lance Archer (con Jake Roberts) y ganó el inaugural Campeonato TNT de AEW. (22:00)
  - Cody cubrió a Archer después de dos «Cross Rhodes».
  - Durante la lucha, Roberts interfirió a favor de Archer, mientras que Anderson y Tyson interfirieron a favor de Cody.
  - Mike Tyson fue el encargado de presentar el título.
- Kris Statlander derrotó a Penelope Ford (con Kip Sabian). (5:30)
  - Statlander cubrió a Ford después de un «Big Bang Theory».
  - Originalmente Dr. Britt Baker D.M.D. iba a participar de la lucha, siendo reemplazada por Ford debido a una lesión.
- Dustin Rhodes (con Brandi Rhodes) derrotó a Shawn Spears. (3:20)
  - Dustin cubrió a Spears después de un «The Final Reckoning».
- Hikaru Shida derrotó a Nyla Rose en un No Disqualification, No Count-Out Match y ganó el Campeonato Mundial Femenino de AEW. (16:40) 
  - Shida cubrió a Rose después de un golpe a la cabeza con un palo de kendo, seguido de un «Three Count».
- Jon Moxley derrotó a Brodie Lee y retuvo el Campeonato Mundial de AEW. (15:30)
  - El árbitro detuvo el combate después de que Moxley dejara inconsciente a Lee con un «Sleeper Hold».
- The Elite ("Hangman" Adam Page, Kenny Omega, Matt Jackson & Nick Jackson) & Matt Hardy derrotaron a  The Inner Circle (Chris Jericho, Jake Hager, Sammy Guevara, Santana & Ortiz) en un Stadium Stampede Match. (34:00)
  - Omega cubrió a Guevara después de un «One Winged Angel» desde las gradas hacia el campo sobre una plataforma.

### Torneo por el inaugural Campeonato TNT de AEW
|  | Cuartos de finales Dynamite 8, 15 y 22 de abril | Cuartos de finales Dynamite 8, 15 y 22 de abril | Cuartos de finales Dynamite 8, 15 y 22 de abril |              |               | Semifinales Dynamite 6 y 13 de mayo | Semifinales Dynamite 6 y 13 de mayo | Semifinales Dynamite 6 y 13 de mayo |  |      | Final Double or Nothing 23 de mayo | Final Double or Nothing 23 de mayo | Final Double or Nothing 23 de mayo |  |
|  |                                                 |                                                 |                                                 |              |               |                                     |                                     |                                     |  |      |                                    |                                    |                                    |  |
|  |                                                 |                                                 |                                                 |              |               |                                     |                                     |                                     |  |      |                                    |                                    |                                    |  |
|  | 1                                               | Cody                                            | Pin                                             |              |               |                                     |                                     |                                     |  |      |                                    |                                    |                                    |  |
|  | 1                                               | Cody                                            | Pin                                             |              |               |                                     |                                     |                                     |  |      |                                    |                                    |                                    |  |
|  | 8                                               | Shawn Spears                                    | 21:38                                           |              |               |                                     |                                     |                                     |  |      |                                    |                                    |                                    |  |
|  | 8                                               | Shawn Spears                                    | 21:38                                           |              | Cody          | Cody                                | Pin                                 |                                     |  |      |                                    |                                    |                                    |  |
|  |                                                 |                                                 |                                                 |              | Cody          | Cody                                | Pin                                 |                                     |  |      |                                    |                                    |                                    |  |
|  |                                                 |                                                 | Darby Allin                                     | Darby Allin  | 20:10         |                                     |                                     |                                     |  |      |                                    |                                    |                                    |  |
|  | 5                                               | Sammy Guevara                                   | Darby Allin                                     | Darby Allin  | 20:10         | 10:50                               |                                     |                                     |  |      |                                    |                                    |                                    |  |
|  | 5                                               | Sammy Guevara                                   |                                                 |              |               |                                     |                                     |                                     |  |      |                                    |                                    |                                    |  |
|  | 4                                               | Darby Allin                                     | Pin                                             |              |               |                                     |                                     |                                     |  |      |                                    |                                    |                                    |  |
|  | 4                                               | Darby Allin                                     | Pin                                             |              |               |                                     |                                     |                                     |  | Cody | Cody                               | Pin                                |                                    |  |
|  |                                                 |                                                 |                                                 |              |               |                                     |                                     |                                     |  | Cody | Cody                               | Pin                                |                                    |  |
|  |                                                 |                                                 | Lance Archer                                    | Lance Archer | 22:00         |                                     |                                     |                                     |  |      |                                    |                                    |                                    |  |
|  | 3                                               | Dustin Rhodes                                   | Lance Archer                                    | Lance Archer | 22:00         | Pin                                 |                                     |                                     |  |      |                                    |                                    |                                    |  |
|  | 3                                               | Dustin Rhodes                                   |                                                 |              |               |                                     |                                     |                                     |  |      |                                    |                                    |                                    |  |
|  | 6                                               | Kip Sabian                                      | 14:10                                           |              |               |                                     |                                     |                                     |  |      |                                    |                                    |                                    |  |
|  | 6                                               | Kip Sabian                                      | 14:10                                           |              | Dustin Rhodes | Dustin Rhodes                       | 22:45                               |                                     |  |      |                                    |                                    |                                    |  |
|  |                                                 |                                                 |                                                 |              | Dustin Rhodes | Dustin Rhodes                       | 22:45                               |                                     |  |      |                                    |                                    |                                    |  |
|  |                                                 |                                                 | Lance Archer                                    | Lance Archer | Pin           |                                     |                                     |                                     |  |      |                                    |                                    |                                    |  |
|  | 7                                               | Colt Cabana                                     | Lance Archer                                    | Lance Archer | Pin           | 12:42                               |                                     |                                     |  |      |                                    |                                    |                                    |  |
|  | 7                                               | Colt Cabana                                     |                                                 |              |               |                                     |                                     |                                     |  |      |                                    |                                    |                                    |  |
|  | 2                                               | Lance Archer                                    | Pin                                             |              |               |                                     |                                     |                                     |  |      |                                    |                                    |                                    |  |
|  | 2                                               | Lance Archer                                    | Pin                                             |              |               |                                     |                                     |                                     |  |      |                                    |                                    |                                    |  |
|  |                                                 |                                                 |                                                 |              |               |                                     |                                     |                                     |  |      |                                    |                                    |                                    |  |

## Otros roles
Comentaristas en español
- Alex Abrahantes
- Willie Urbina

Comentaristas en inglés
- Excalibur
- Jim Ross
- Tazz - durante el The Buy In
- Tony Schiavone

Entrevistadores
- Jenn Sterger

Anunciadores
- Dasha Kuret
- Justin Roberts (solo en la lucha estelar)

Árbitros
- Aubrey Edwards
- Bryce Remsburg
- Earl Hebner
- Paul Turner
- Rick Knox